# Krakowiak

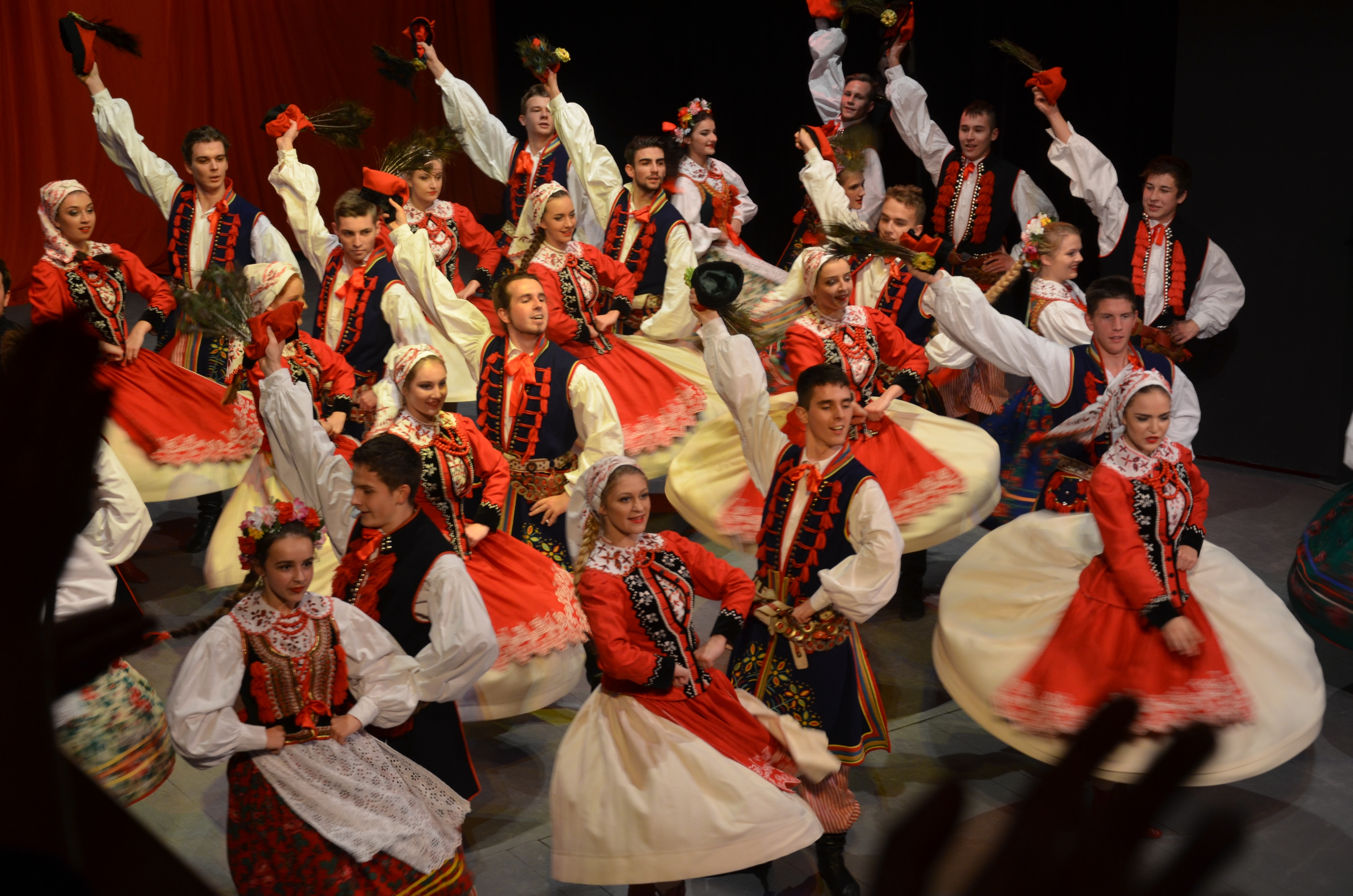
"Krakowiak" (2015)

De krakowiak is een levendige traditionele dans uit Polen uit de omgeving van Krakau (Kraków). Meerdere Poolse traditionele dansen zijn gebaseerd op deze dans die een karakteristieke 2/4 maatsoort kent met syncopen. Heel kenmerkend voor de dans is een zijwaarts gesprongen pas die de galopperende Poolse ruiters zou moeten uitbeelden. 
De eerste krakowiaks zijn beschreven in de achttiende eeuw. Aan het einde van de achttiende eeuw en in de negentiende eeuw gebruiken diverse Poolse componisten het karakteristieke ritme in hun composities zoals Chopin, Paderewski, Szymanowski en Różycki.
Ook in Israël is een krakowiak als volksdans bekend. Joden uit de omgeving van Krakau hebben de dans meegenomen en aangepast.
In de eerste helft van de twintigste eeuw was de Krakowiak in grote delen van Europa populair als feestdans, zoals meer Europese volksdansen dat waren (zoals Reinländer, pas d'Espagne, Two-step en Vengerka).